# George Russell (pianista)
George Russell (Cincinnati, 23 giugno 1923 – Boston, 27 luglio 2009) è stato un pianista, compositore e teorico della musica statunitense.

## Biografia
Il suo primo approccio al jazz è come batterista, ma presto abbandona questo strumento per dedicarsi allo studio teorico e alla composizione; già nel biennio 1947-49 scrive "Cubano Be Cubano Bop" per Dizzy Gillespie e altri arrangiamenti per Artie Shaw e Claude Thornhill. È il più importante teorico del jazz, autore di "The lydian chromatic concept of tonal organization". Tra i suoi album vanno ricordati Jazz in the space age del 1960, Ezz-thetics del 1961 e Listen to the silence del 1971. Uno dei suoi ultimi lavori, uscito nel 1996, è It's about time; fino alla sua morte ha continuato l'aggiornamento alla sua opera teorica.

## The lydian chromatic concept of tonal organization
The lydian chromatic concept of tonal organization è l'opera di George Russell, edita nel 1953, che rivoluzionò la tecnica di improvvisazione nel jazz. Anziché utilizzare le scale tonali, Russell propose l'utilizzo dei "modi" musicali. I modi derivano i loro nomi (ionico, dorico, frigio, lidio, misolidio, eolio, locrio) dalla tradizione musicale sacra del canto gregoriano che a sua volta li mutuò dalla musica della Grecia classica. Fino ad allora le improvvisazioni si erano basate sull'uso di scale e di gamme (un'ottava di scala a partire dalla prima nota, detta tonica), mentre i modi teorizzati in The lydian chromatic concept... erano concepiti per avere la tonica spostata rispetto a quella originale della scala; con questo sistema si potevano ottenere soluzioni molto varie in virtù delle differenti posizioni che i due intervalli di semitono, presenti nelle scale, assumevano durante l'improvvisazione.
Russell sovverte il sistema fino ad allora conosciuto ponendo la scala Lidia a fondamento di tutta la musica e di un sistema funzionale nuovo, il quale utilizza tutte le scale che presentano il quarto grado alzato (in totale sette) prelevate dai vari sistemi scalari da cui derivano:
- Lidia
- Lidia aumentata
- Lidia diminuita
- Lidia dominante
- Esatonale (definita ausiliaria)
- Scala diminuita (semitono-tono, definita ausiliaria)
- Scala diminuita (tono-semitono, definita ausiliaria)

Queste nuove teorie riscontrarono immediatamente accesi consensi soprattutto nell'ambiente dell'hard bop e da parte di grandi jazzisti come Miles Davis e soprattutto John Coltrane che divenne il più autorevole esponente del jazz modale.